# La paura di morire/L'amore
La paura di morire/L'amore è un singolo di Annagloria, pubblicato in Italia nel 1975.

## Descrizione
Il brano presente sul lato A del disco ha partecipato al Festival di Sanremo 1975.

## Tracce
LATO A
1. La paura di morire – 3:45 (testo: Giorgio Calabrese – musica: Ettore Ballotta e Pino Calvi)

LATO B
1. L'amore – 3:33 (testo: Giorgio Calabrese – musica: Ettore Ballotta)